# Флаин Муньос
Флаи́н Му́ньос (исп. Flaín Muñoz; упоминается в 975 — около 999 года) — леонский граф. Согласно Деяниям Родриго, был известен как Флаин Нуньес. Дед по отцовской линии Эль Сида и прадед его жены Химены Диас. Он упоминается с графским достоинством с 995 года и правил рядом феодов в регионе реки Эсла. Он был связан, как и весь его род, с графами Сеа, с женщинами которых потомки Флаина находилась в брачных узах.

## Биография
Сын графа Муньо Флаинеса и его жены Фройлобы Бермудес. Он впервые появляется в средневековой документации в 975 году в семейном монастыре Санта-Колома-де-Риба-Рубия. Флаин Муньос вступал в брак дважды: сначала со своей двоюродной сестрой Хустой Фернандес, а затем, до 991 года во второй раз женился на Хусте Пепис. Муньо, Фернандо и Педро, сыновья Флаина Муньоса, входили в составе свиты короля Леона Альфонсо V.
Возможно, как отмечает испанский филолог Альберто Монтанер Фрутос, что некоторые из его детей (и другие, которые, возможно, неизвестны, как предполагает Маргарита Торрес) происходят из внебрачных отношений. Среди них может быть Диего Флаинес, отец Сида, что объясняет его отход от главной ветви Флаинеса и переезд в долину Убьерна в поисках удачи, где он приобрел свое имение к 1054 году. Этот факт может также привести к потере семейного наследия, которое Маргарита Торрес указывает на активы Диего Флаинеса. Род Флаинес был еще очень заметен во второй половине XI века, потому что братом или сводным братом отца Сида был Фернандо Флаинес, правитель города Леон с 1028 года в титуле графа. Также графский титул носил его сын Флаин Фернандес, который восстал против короля Леона Фердинанда I к 1060 году. Тем не менее, правда в том, что Родриго Диас Эль Сид поступил с самого раннего возраста на службу инфанту, будущему королю Кастилии Санчо II, поэтому Монтанер считает маловероятным, что восстание Флаина Фернандеса было связано с очень скудным присутствием отца Эль Сида в королевской документации.
Флаин Муньос скончался между 995, последней датой, указанной в документации, и мартом 1003 года, когда его вдова Пепис сделала пожертвование монастырю Саагун за душу своего мужа.

## Потомство
Первой женой Флаина Муньоса была Хуста Фернандес де Сеа, его двоюродная сестра, дочь графа Фернандо Бермудеса и сестра королевы Памплоны Химены Фернандес. У супругов было трое детей, которые были двоюродными братьями короля Наварры Санчо Гарсеса III:
- Муньо Флаинес II, майордом (дворецкий) короля Леона Альфонсо V в 1015 году.
- Фернандо Флаинес (около 1015 — около 1049), граф Лас-Торрес-де-Леон. Был женат на Эльвире Пелаес, дочери графа Пелайо Родригеса и Готины Фернандес де Сеа, также сестры Хуста и королевы Химены Наваррской. Это были бабушка и дедушка по отцовской линии Химены Диас.
- Эльвира Флаинес.

Возможно, у Флаин Муньоса был внебрачный сын:
- Диего Флаинес, умер около 1058 года, отец Эль Сида.

С 991 года Флаин Муньос был женат на Хусте Пепис, от которой у него было двое детей:
- Педро Флаинес (умер около 1069 года), упоминается в браке с Брунгильдой в 1006 году, с 1014 года — граф. От этого брака происходит род Фройлас, сеньоров де Сифуэнтес.
- Марина Флаинес, умершая до июля 1009 года.